# Rush Township (comté du Dauphin, Pennsylvanie)
Rush Township est un township qui s'étend du centre au nord-est dans le comté de Dauphin, en Pennsylvanie, aux États-Unis. En 2010, il comptait une population de 231 habitants.

## Démographie
Lors du recensement de 2010, le township comptait une population de 231 habitants. Elle est estimée, en 2016, à 231 habitants.

### Source de la traduction
- (en) Cet article est partiellement ou en totalité issu de l’article de Wikipédia en anglais intitulé « Rush Township, Dauphin County, Pennsylvania » (voir la liste des auteurs).